# Поспелов, Борис Васильевич
Бори́с Васи́льевич Поспе́лов (20 сентября 1923, Березняки, Саратовская губерния — 16 февраля 1995, Москва) — советский российский японист, литературовед и историк-востоковед, кандидат филологических наук, доктор исторических наук, профессор, научный сотрудник Института Дальнего Востока РАН, специалист по истории японской идеологии и общественно-политической мысли XX века.

## Биография
Родился в 1923 г. в семье служащих. Участвовал в Великой Отечественной войне. Служба в армии продолжалась до 1948 г., работал переводчиком. В 1950 г. окончил Московский институт востоковедения.
В 1954 г. защитил кандидатскую диссертация «Японский реалистический роман 1906—1910 гг.: (Произведения Симадзаки Тосона „Нарушенный завет“, „Весна“, „Семья“)». В 1954—1964 гг. работал в издательстве «Иностранная литература». В 1964—1968 — в издательстве «Прогресс». В 1969—1995 гг. был научным сотрудником Института Дальнего Востока РАН.
В 1979 г. защитил докторскую диссертация «Кризис буржуазной идеологии и ревизионизма в современной Японии: критика антикоммунистических концепций».

## Почетные звания и награды
- Орден Отечественной войны II степени
- Медаль «За победу над Германией в Великой Отечественной войне 1941—1945 гг.»
- Заслуженный деятель науки РФ (1993).

## Научная деятельность
Исследование Японии Б. В. Поспелов начал в рамках литературоведческого дискурса. Его ранние работы и кандидатская диссертация «Японский реалистический роман 1906—1910 гг.: (Произведения Симадзаки Тосона „Нарушенный завет“, „Весна“, „Семья“)» (1954) посвящены изучению реализма в период становления новой японской литературы и литературно-эстетических взглядов в конце XIX — начале XX в. В эти десятилетия была заложена основа развития литературно-эстетических теорий в последующие годы. Особое внимание в последующих работах обращается на творчество Ниси Аманэ, Цубоути Сё, Фтабатэй Симэй, Мори Огай, Китамура Тококу, Таока Рэйун, Ониси Хадзимэ, Масаока Сики, Такаяма Тёгю.
От истории литературно-эстетических воззрений исследователь перешел к изучению японской идеологии в целом. В работе «Некоторые аспекты идеологических процессов в современной Японии (1976—1981)» (1983) рассматриваются идеологические процессы и идейно-теоретическая борьба по вопросам революционной теории, развернувшаяся в Японии в 70-е годы, столкновения японской общественно-политической мысли и маоизма. Этим проблемам была посвящена и докторская диссертация «Кризис буржуазной идеологии и ревизионизма в современной Японии: критика антикоммунистических концепций» (1979). В монографии «Идеологические течения современной Японии: Критический анализ» с точки зрения марксизма рассматриваются идеологические течения Японии XX в.: радикально-националистические (Кита Икки, Окава Сюмэй) и консервативные, анализируется их оценка в японской исторической науке. Б. В. Поспелов останавливается на восприятии в японской историографии событий II Мировой войны и идеях Сока Гаккай («религиозного модернизма»), характеризуются и японские историко-социологические теории.

## Основные работы
- Сущность японской теории натурализма (Из истории японской литературной критики) // Советское востоковедение. 1958. № 1. С. 56-66.
- Из истории литературно-эстетических воззрений в Японии (к. XIX — н. XX в.) // Проблемы теории литературы и эстетики в странах Востока. М.,1967. С. 221—264.
- Японский национализм: его истоки и идейное содержание // Проблемы Дальнего Востока. 1972. № 4. С. 65-76.
- Очерки философии и социологии современной Японии / АН СССР. Ин-т Дальнего Востока. М.: Наука, 1974. 301 с.
- Японская общественно-политическая мысль и маоизм: (Критика антимарксистских концепций сущности маоизма) / АН СССР. Ин-т Дальнего Востока. М.: Наука, 1975. 224 с.
- Антикоммунизм — идейная основа раскольнической деятельности маоистов в международном коммунистическом и национально-освободительном движениях / Редколлегия: отв. за вып. Б. В. Поспелов. М.: [б. и.], 1975. 196 с.
- Маоизм и мировое революционное движение: (Некоторые вопросы критики маоистской фальсификации мирового революционного процесса). М.: Наука, 1979. 198 с.
- Идеология религиозного модернизма в Японии // Народы Азии и Африки. 1981. № 6. С. 50-61.
- Некоторые аспекты идеологических процессов в современной Японии (1976—1981). Аналитические очерки. М.: Институт Дальнего Востока АН СССР, 1983. 223 с.
- Идеологические течения современной Японии: Критический анализ. М.: Наука, 1988. 303 с.
- Отношения Японии со странами АТР: социально-идеологические аспекты. М.: Наука : Изд. Фирма «Вост. лит.», 1993. 286,[1] с.
- Идея мира как компонент общественного сознания и доминанта политических интересов в Японии // Эволюция политической системы в Японии. М., 1995. Гл. 8. С. 142—158.
- К вопросу о «среднем классе» Японии в условиях социально-экономических сдвигов // Опыт Японии в решении социально-экономических проблем. М., 1995. С. 97-112.
- Образование — составной элемент подготовки кадров для социально-производственной сферы Японии // Опыт Японии в решении социально-экономических проблем. М., 1995. С. 227—239[1][5].